# 찬우물로 (인천)
찬우물로(Chanumul-ro)는 인천광역시 남동구 수산동에 있는 도로로, 총 연장은 544m이다. 이름이 유래된 것은 마을 고유 명칭을 활용하여 제명되었다.

## 역사
- 2011년 3월 24일 : 도로명으로 찬우물로를 고시

## 지리

### 주요 경유지
- 남동구
  - 수산동

### 접촉하는 도로
- 호구포로
- 경신상로

### 주요 건물 및 시설
- 에덴요양원 (찬우물로 45/수산동 142-4)